# .223 Remington
.223口径雷明顿弹（英語：.223 caliber Remington cartridge，简称.223 Rem），俗称223弹，是美國雷明登公司於1950年代推出的民用獵用步枪子彈。配0.224英寸（5.56毫米）口径铜質被覆彈頭，彈頭重量在40—90格令（2.6—5.8克）之间，但最常见的是55格令（3.6克）。

## 研發歷史
雷明登於1950年代為AR-15自動步槍設計，由加強當時非常受歡迎的.222 Remington後推出於美國民用狩獵市場。使用於許多狩獵與競賽槍械，對有效距離以內目標的效果優異。與軍用5.56 NATO在尺碼及裝藥量有微小的差異。民用.223 Remington槍械使用5.56 NATO子弹需要注意槍管耐壓是否能夠承受，5.56 NATO的膛壓高於.223 Remington甚多。當軍用5.56 NATO槍械使用.223 Remington時，因子弹則因膛壓過低，會影響彈道表現，須重新歸零，有效距離亦顯著縮短。

## 彈道表現
有效距離在600公尺左右，超過150公尺以後彈道顯著下沉，在有效距離以內的彈道非常平直，準確度非常好。

## 用途
- 狩獵：小型獵物
- 警用

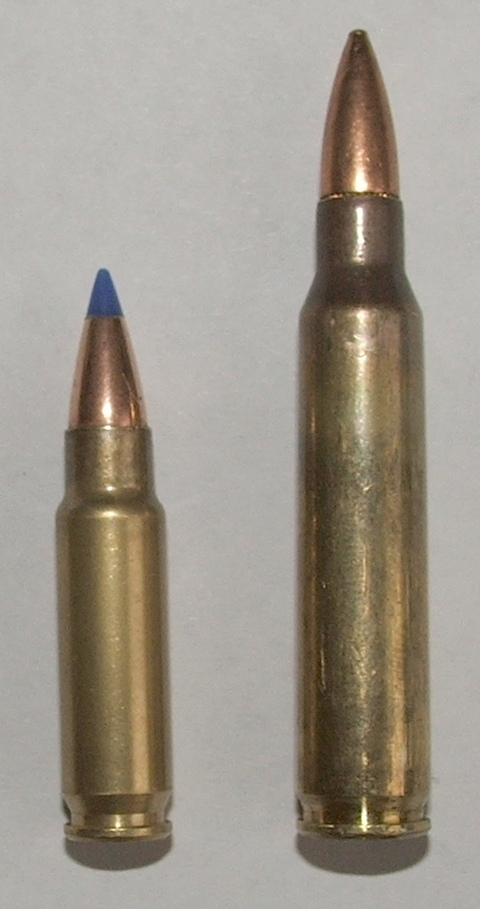
5.7×28mm（SS197）及.223 Remington（右）對比

## 相關資訊
- 手槍子彈列表
- 步槍子彈列表

## 外部參考
- .223 Remington Cartridge Guide（页面存档备份，存于）
- AR15 Ammo Oracle（页面存档备份，存于）
- A 5.56 X 45mm "Timeline"